# Estació de Marquise-Rinxent
L'estació de Marquise-Rinxent és una estació ferroviària que serveix els municipis francesos de Marquise i Rinxent (al departament del Pas de Calais).
És servida pels trens del TER Nord-Pas-de-Calais (de Boulogne-Ville a Lille-Flandres i de Calais-Ville a Amiens).
| Provinença     | Estació anterior | Línia                  | Estació següent  | Destinació                        |
| -------------- | ---------------- | ---------------------- | ---------------- | --------------------------------- |
| Calais-Ville   | Le Haut Banc     | TER Nord-Pas-de-Calais | Wimille-Wimereux | Amiens                            |
| Boulogne-Ville | Wimille-Wimereux | TER Nord-Pas-de-Calais | Le Haut Banc     | Lille-Flandres (via Calais-Ville) |